# KFUM-Spejdernes korpslejr
KFUM-Spejdernes korpslejr afholdes hvert femte år på skiftende steder i Danmark. Deltagerantallet har de seneste lejre ligget omkring 15.000. 
Den seneste korpslejr blev afholdt ved Skive i 2010 og dermed skulle næste korpslejr afholdes i 2015. I 2012 deltog KFUM-Spejderne i den fælleskorpslige Spejdernes Lejr 2012. I 2013 besluttede Hovedbestyrelsen KFUM-Spejderne at tilslutte sig Spejdernes Lejr 2017 og nu er planerne for en Spejdernes Lejr 2022 godt i gang, og dermed er ny korpslejr for KFUM-Spejderne alene udsat på ubestemt tid. 

## Liste over korpslejre
- 1916 Bramsnæsvig
- 1920 Skamlingsbanken
- 1925 Trelde Næs
- 1930 Fænø
- 1935 Hjortekær
- 1946 Sønderborg (1945 lod sig ikke gøre pga krigsafslutningen)
- 1950 Fredericia
- 1955 Bornholm
- 1960 Moesgård
- 1965 Trelleborglejren
- 1970 Holstebrolejren
- 1976 Møllelejren (Assenbæk)
- 1980 Langeskovlejren
- 1985 Frederikshavnlejren
- 1990 Holbæklejren (Den største korpslejr med ca. 20.000 deltagere)
- 1996 Sønderborglejren (1995 blev fravalgt som korpslejrår pga. Verdensjamboree i Holland)
- 2000 Randerslejren
- 2005 Guldborgsundlejren
- 2010 Skive – SEE 20:10[1]